# Grado de extensión de un cuerpo
En matemática, concretamente en teoría de cuerpos, el grado de extensión de un cuerpo es una medida aproximada del «tamaño» de la extensión. El concepto juega un papel importante en muchas partes de las matemáticas, incluyendo el álgebra y la teoría de números — de hecho, en cualquiera en la que los cuerpos aparezcan regularmente —.

## Definición del grado de una extensión
Suponga que L:K es una extensión de cuerpos. Entonces L puede ser considerado como un espacio vectorial sobre K (el cuerpo de los escalares). Como todo espacio vectorial tiene base, podemos calcular la dimensión de {\displaystyle L} como espacio vectorial sobre {\displaystyle K}, denotado por {\displaystyle \dim _{K}(L)}. Se denomina grado de la extensión {\displaystyle L:K} a la dimensión de {\displaystyle L} como {\displaystyle K}-espacio vectorial: {\displaystyle [L:K]=\dim _{K}(L)}.

### Teorema de transitividad del grado.
Sea {\displaystyle L} una extensión de {\displaystyle K}, y sea {\displaystyle E} un subcuerpo de {\displaystyle L} que es a su vez extensión de {\displaystyle K}. Entonces se cumple que {\displaystyle [L:K]=[L:E][E:K]}.
| Demostración |
| Sea {\displaystyle \{l_{i}:i\in I\}} una base del {\displaystyle E}-espacio vectorial {\displaystyle L} (es decir, consideramos {\displaystyle L} como un espacio vectorial sobre el cuerpo {\displaystyle E}, y obtenemos una base) y {\displaystyle \{e_{j}:j\in J\}} una base del {\displaystyle K}-espacio vectorial {\displaystyle E}. Sea {\displaystyle l\in L} un elemento arbitrario. Existirá una única combinación lineal (que será finita, nosotros consideramos aquí que los coeficientes de la combinación lineal son eventualmente nulos) de tal manera que {\displaystyle l=\sum _{i\in I}\alpha _{i}\cdot l_{i}}, siendo cada {\displaystyle \alpha _{i}\in E}. De la misma forma, existirá una única combinación lineal (cuyos coeficientes serán eventualmente nulos) de tal manera que tenemos que para cada {\displaystyle i\in I} es {\displaystyle \alpha _{i}=\sum _{j\in J}\beta _{i,j}\cdot e_{j}}, siendo cada {\displaystyle \beta _{i,j}\in K}. {\displaystyle l=\sum _{i\in I}\alpha _{i}\cdot l_{i}=\sum _{i\in I}(\sum _{j\in J}\beta _{i,j}\cdot e_{j})\cdot l_{i}=\sum _{i\in I}\sum _{j\in J}\beta _{i,j}(\cdot e_{j}\cdot l_{i})}. Esto demuestra que {\displaystyle \{e_{j}\cdot l_{i}:j\in J,i\in I\}} es un sistema generador del {\displaystyle K}-espacio vectorial {\displaystyle L}. Supongamos ahora que tenemos una combinación lineal {\displaystyle 0=\sum _{i\in I}\sum _{j\in J}\beta _{i,j}(\cdot e_{j}\cdot l_{i})=\sum _{i\in I}(\sum _{j\in J}\beta _{i,j}\cdot e_{j})\cdot l_{i}}. Como {\displaystyle \{l_{i}:i\in I\}} es base del {\displaystyle E}-espacio vectorial {\displaystyle L} y {\displaystyle \sum _{j\in J}\beta _{i,j}\cdot e_{j}\in E} cualquiera que sea el {\displaystyle i\in I}, tenemos que ha de ocurrir que en cada {\displaystyle i\in I} sea {\displaystyle \sum _{j\in J}\beta _{i,j}\cdot e_{j}=0}. Ahora bien, como {\displaystyle \{e_{j}:j\in J\}} es base del {\displaystyle K}-espacio vectorial {\displaystyle E}, entonces ha de ser {\displaystyle b_{i,j}=0}, cualesquiera que sean el {\displaystyle i\in I} y el {\displaystyle j\in J}. Así pues, {\displaystyle \{e_{j}\cdot l_{i}:j\in J,i\in I\}} es una familia libre del {\displaystyle K}-espacio vectorial {\displaystyle L}, con lo cual es una base de {\displaystyle L} como K-espacio vectorial, y su cardinal es {\displaystyle \dim _{K}(L)=\dim _{E}(L)\cdot \dim _{K}(E)}. |

## Extensiones algebraicas y trascendentes
El grado de una extensión resulta muy útil para determinar si una extensión es algrebraica o trascendente.
- Si una extensión L:K es trascendente, existirá al menos un {\displaystyle \alpha \in L\setminus K} de manera que {\displaystyle \alpha } sea un elemento trascendente sobre {\displaystyle K}. Así pues, {\displaystyle K(\alpha )\subset L}, luego {\displaystyle [L:K]=\dim _{K}(L)\geq \dim _{K}(K(\alpha ))}. Pero como {\displaystyle K(\alpha )\cong K(x)} (por ser {\displaystyle \alpha } trascendente sobre {\displaystyle K}), y por otro lado {\displaystyle K[x]\subset K(x)} (con lo que {\displaystyle \dim _{K}(K[x])\leq \dim _{K}(K(x))}) y {\displaystyle \dim _{K}(K[x])=\infty }, resulta que {\displaystyle [L:K]=\dim _{K}(L)\geq \dim _{K}(K(\alpha ))=\dim _{K}(K(x))\geq \dim _{K}(K[x]))=\infty }.

Concluimos que toda extensión trascendente tiene grado infinito, y que toda extensión de grado finito es algebraica. Ahora bien, puede ocurrir que una extensión de grado infinito sea algebraica.
- Si {\displaystyle [L:K]=1}, será entonces {\displaystyle L=K}. Si tomamos un elemento {\displaystyle \alpha \in L\setminus K} que sea algebraico sobre {\displaystyle K}, entronces existirá un polinomio mónico irreducible {\displaystyle p=m_{\alpha }^{K}} de manera que {\displaystyle K(\alpha )\cong {\frac {K[x]}{(p)}}}. Si {\displaystyle \deg(p)=n}, entonces {\displaystyle \{1+(p),x+(p),...,x^{n-1}+(p)\}} es una base de {\displaystyle {\frac {K[x]}{(p)}}}, con lo cual {\displaystyle [K(\alpha ):K]=\operatorname {dim} _{K}(K(\alpha ))=\operatorname {dim} _{K}({\frac {K[x]}{(p)}})=n=\deg(p)=\deg(m_{\alpha }^{K})}.